# Passion (chanson)
Pour les articles homonymes, voir Passion.
Passion est le quinzième single d'Hikaru Utada (sous ce nom), sorti en 2005. La chanson-titre est aussi adaptée en anglais sous le titre Sanctuary, sortant en single digital en 2009 (en deux versions).

## Passion
Singles de Hikaru Utada
Be My Last
(2005) Keep Tryin'
(2006)
Singles par Utada
You Make Me Want to Be a Man
(2005)
Le single sort le 14 décembre 2005 au Japon sur le label EMI Music Japan, moins de trois mois après le précédent single de la chanteuse, Be My Last (elle a également sorti entre-temps le single You Make Me Want to Be a Man sous son seul nom "Utada" pour un label américain). Il atteint la 4e place du classement des ventes de l'Oricon. Il se vend à 49 242 exemplaires la première semaine, et reste classé pendant 16 semaines, pour un total de plus de 112 345 exemplaires vendus.
Il sort également au format "CD+DVD" incluant un DVD avec le clip vidéo réalisé par Kazuaki Kiriya.
La chanson-titre du single (Single Version), écrite et composée par Utada, contient des vers enregistrés à l'envers ; elle figurera sur l'album Ultra Blue qui sort six mois plus tard, ainsi que sur la compilation Utada Hikaru Single Collection Vol.2 de 2010. Une version altérée raccourcie (Opening Version) est utilisée comme thème musical d'introduction pour le jeu vidéo Kingdom Hearts 2 de Square Enix sorti sur PlayStation 2, succédant à Hikari, thème du jeu précédent. Une autre version plus longue (sous-titrée After the Battle) conclut le jeu et figure en "face B" du single. Ces deux versions figureront sur la bande originale du jeu, et seront adaptées en anglais sous les titres Sanctuary -Opening- et Sanctuary -Ending- pour sa version internationale.
| 1. | Passion ~single version~   | 4:44 |
| 2. | Passion ~after the battle~ | 5:57 |

| 3. | Passion ~opening version~ | 4:27 |

| 1. | Passion (clip vidéo) |  |

## Sanctuary
Singles de Utada
Come Back to Me
(2009) Dirty Desire
(2009)
Sanctuary est une chanson de Utada, adaptation en anglais de sa chanson Passion.
Elle est utilisée comme thème musical pour la version internationale du jeu vidéo Kingdom Hearts 2 qui sort en 2006 ; elle y figure en deux versions : Sanctuary -Opening- (adaptation de Passion ~opening version~) en introduction et Sanctuary -Ending- (adaptation de Passion ~after the battle~) en conclusion.
Longtemps inédites, les deux versions figureront finalement en titre bonus sur l'édition physique américaine de l'album This Is the One de mars 2009, avant de sortir en téléchargement au Japon en juillet suivant sur le label Universal Music Japan. Elles figureront ensuite sur la compilation Utada the Best de 2010.
Titres
- Sanctuary -Opening- (4:25)
- Sanctuary -Ending- (5:58)